# Gerhard Reischl
Gerhard Reischl (* 17. Juli 1918 in München; † 16. April 1998 in Bonn) war ein deutscher Politiker (SPD) und Jurist. Er war von 1969 bis 1971 Parlamentarischer Staatssekretär beim Bundesminister der Finanzen und von 1973 bis 1981 Generalanwalt am Europäischen Gerichtshof.

## Ausbildung und Beruf
1950 erfolgte Reischls Promotion zum Dr. jur. an der Universität München mit der Arbeit Die Abwandlungen der Verhältniswahl durch Landeswahlgesetze und Rechtsprechung in der Weimarer Epoche.
Er war seit 1937 Mitglied der Burschenschaft Cimbria München. Am 12. Dezember 1937 beantragte er die Aufnahme in die NSDAP und wurde rückwirkend zum 1. September desselben Jahres aufgenommen (Mitgliedsnummer 5.516.584).

## Abgeordneter
Reischl war von 1961 bis 1972 Mitglied des Deutschen Bundestages. Er ist stets über die Landesliste Bayern in den Bundestag eingezogen. Außerdem war er von 1971 bis 1973 Mitglied des Europäischen Parlaments.

## Öffentliche Ämter
Gerhard Reischl wurde am 22. Oktober 1969 als Parlamentarischer Staatssekretär beim Bundesminister der Finanzen in das von Bundeskanzler Willy Brandt geführte Kabinett Brandt I berufen. Mit dem Rücktritt von Bundesminister Alex Möller schied auch Reischl am 13. Mai 1971 aus dem Amt. Als Generalanwalt am Europäischen Gerichtshof war er sodann vom 9. Oktober 1973 bis zum 11. Januar 1981 tätig.

## Ehrungen
- 1984: Großes Verdienstkreuz mit Stern der Bundesrepublik Deutschland